# الكسندر تشارلز روس
الكسندر تشارلز روس هو سياسي كندي، ولد في 29 مايو 1847، وتوفي في 30 يوليو 1921. حزبياً، نشط في الحزب الليبرالي الكندي. وقد انتخب عضو مجلس العموم الكندي.